# Чемпіонат світу з футболу 2018 (кваліфікаційний раунд, ОФК)
Кваліфікаційний раунд чемпіонату світу з футболу 2018 у зоні ОФК проходитиме з 2015 до 2017 року і визначить учасників ЧС-2018 у Росії від ОФК.

## Формат
Структура кваліфікації полягає в наступному:
- Перший раунд:  Американське Самоа,  Острови Кука,  Самоа, та  Тонга грають по круговій системі в одній країні. Переможець проходить в другий раунд.
- Други раунд (Кубок націй ОФК): Вісім команд ( Вануату,  Нова Зеландія,  Нова Каледонія,  Папуа Нова Гвінея,  Соломонові Острови,  Таїті,  Фіджі та переможець першого раунду) будуть грати в турнірі в одній країні. На груповому етапі вони будуть розділені на дві групи по чотири команди. Три кращі команди з кожної групи пройдуть в третій раунд кваліфікації. Дві кращі команди з кожної групи також перейдуть до плей-оф (півфінал і фінал), щоб вирішити переможця Кубку Націй ОФК, який гратиме в Кубку Конфедерацій 2017.
- Третій раунд: Шість команд, які пройшли з другого раунду, будуть розділені на дві групи по три команди. Матчі відбудуться по круговій системі вдома і на виїзді. Два переможці груп зустрінуться у двох матчах, переможець яких вийде в плей-оф кваліфікації, де в листопаді 2017 року зустрінеться з командою з іншої конфедерації. Переможець плей-оф виходить на Чемпіонат світу.

## Учасники
Всі 11 членів ФІФА з ОФК беруть участь у кваліфікації. Чотири збірні, що мають найнижчий рейтинг ФІФА, починають кваліфікацію з першого раунду, решта сім команд - з другого.
| Стартують з другого раунду                                                                          | Стартують з першого раунду                          |
| --------------------------------------------------------------------------------------------------- | --------------------------------------------------- |
| - Вануату - Нова Зеландія - Нова Каледонія - Папуа Нова Гвінея - Соломонові Острови - Таїті - Фіджі | - Американське Самоа - Острови Кука - Самоа - Тонга |

## Календар
Графік змагань полягає в наступному.
| Раунд                          | Тур       | Дата                       |
| ------------------------------ | --------- | -------------------------- |
| Перший раунд                   | 1 тур     | 31 серпня 2015             |
| Перший раунд                   | 2 тур     | 2 вересня 2015             |
| Перший раунд                   | 3 тур     | 4 вересня 2015             |
| Другий раунд (Кубок Націй ОФК) | 1 тур     | 28 травня – 12 червня 2016 |
| Другий раунд (Кубок Націй ОФК) | 2 тур     | 28 травня – 12 червня 2016 |
| Другий раунд (Кубок Націй ОФК) | 3 тур     | 28 травня – 12 червня 2016 |
| Другий раунд (Кубок Націй ОФК) | Півфінали | 28 травня – 12 червня 2016 |
| Другий раунд (Кубок Націй ОФК) | Фінал     | 28 травня – 12 червня 2016 |

| раунд        | Тур                   | Дата                      |
| ------------ | --------------------- | ------------------------- |
| Третій раунд | 1 тур                 | 20–28 березня 2017        |
| Третій раунд | 2 тур                 | 20–28 березня 2017        |
| Третій раунд | 3 тур                 | 5–13 червня 2017          |
| Третій раунд | 4 тур                 | 5–13 червня 2017          |
| Третій раунд | 5 тур                 | 28 серпня– 5 вересня 2017 |
| Третій раунд | 6 тур                 | 28 серпня– 5 вересня 2017 |
| Третій раунд | Перший фінальний матч | 2–10 жовтня 2017          |
| Третій раунд | Другий фінальний матч | 2–10 жовтня 2017          |

Міжконфедераційний плей-оф намічено на 6-14 листопада 2017.

## Перший раунд
* Турнір проходив на острові Тонга.
| М  | Команда            | І | В | Н | П | МЗ | МП | РМ | О |
| -- | ------------------ | - | - | - | - | -- | -- | -- | - |
| 1. | Самоа              | 3 | 2 | 0 | 1 | 6  | 3  | +3 | 6 |
| 2. | Американське Самоа | 3 | 2 | 0 | 1 | 6  | 4  | +2 | 6 |
| 3. | Острови Кука       | 3 | 2 | 0 | 1 | 4  | 2  | +2 | 6 |
| 4. | Тонга              | 3 | 0 | 0 | 3 | 1  | 8  | −7 | 0 |

|                    | Самоа | Американське Самоа | Острови Кука | Тонга |
| ------------------ | ----- | ------------------ | ------------ | ----- |
| Самоа              | —     | 3:2                | 0:1          | 3:0   |
| Американське Самоа | 2:3   | —                  | 2:0          | 2:1   |
| Острови Кука       | 1:0   | 0:2                | —            | 3:0   |
| Тонга              | 0:3   | 1:2                | 0:3          | —     |

## Другий раунд

### Група A
* Турнір проходив в Папуа Новій Гвінеї.
| М  | Команда           | І | В | Н | П | МЗ | МП | РМ  | О |
| -- | ----------------- | - | - | - | - | -- | -- | --- | - |
| 1. | Папуа Нова Гвінея | 3 | 1 | 2 | 0 | 11 | 3  | +8  | 5 |
| 2. | Нова Каледонія    | 3 | 1 | 2 | 0 | 9  | 2  | +7  | 5 |
| 3. | Таїті             | 3 | 1 | 2 | 0 | 7  | 3  | +4  | 5 |
| 4. | Самоа             | 3 | 0 | 0 | 3 | 0  | 19 | −19 | 0 |

|                   | Таїті | Нова Каледонія | Папуа Нова Гвінея | Самоа |
| ----------------- | ----- | -------------- | ----------------- | ----- |
| Таїті             | —     | 1:1            | 2:2               | 4:0   |
| Нова Каледонія    | 1:1   | —              | 1:1               | 7:0   |
| Папуа Нова Гвінея | 2:2   | 1:1            | —                 | 8:0   |
| Самоа             | 0:4   | 0:7            | 0:8               | —     |

### Група B
* Турнір проходив в Папуа Новій Гвінеї.
| М  | Команда            | І | В | Н | П | МЗ | МП | РМ | О |
| -- | ------------------ | - | - | - | - | -- | -- | -- | - |
| 1. | Нова Зеландія      | 3 | 3 | 0 | 0 | 9  | 1  | +8 | 9 |
| 2. | Соломонові Острови | 3 | 1 | 0 | 2 | 1  | 2  | −1 | 3 |
| 3. | Фіджі              | 3 | 1 | 0 | 2 | 4  | 6  | −2 | 3 |
| 4. | Вануату            | 3 | 1 | 0 | 2 | 3  | 8  | −5 | 3 |

|                    | Нова Зеландія | Соломонові Острови | Вануату | Фіджі |
| ------------------ | ------------- | ------------------ | ------- | ----- |
| Нова Зеландія      | —             | 1:0                | 5:0     | 3:1   |
| Соломонові Острови | 0:1           | —                  | 1:0     | 0:1   |
| Вануату            | 0:5           | 0:1                | —       | 3:2   |
| Фіджі              | 1:3           | 1:0                | 2:3     | —     |

### Плей-оф
Відбір до Кубка націй ОФК, який також входить до кваліфікаційного раунду чемпіонату світу 2018.
|  | Півфінали          | Півфінали         |       |  | Фінал                 | Фінал |  |
|  |                    |                   |       |  |                       |       |  |
|  |                    |                   |       |  |                       |       |  |
|  | Нова Зеландія      | 1                 |       |  |                       |       |  |
|  | Нова Каледонія     | 0                 |       |  |                       |       |  |
|  |                    |                   |       |  |                       |       |  |
|  |                    |                   |       |  |                       |       |  |
|  |                    |                   |       |  | Нова Зеландія (пен. ) | 0 (4) |  |
|  |                    | Папуа Нова Гвінея | 0 (2) |  |                       |       |  |
|  |                    |                   |       |  |                       |       |  |
|  |                    |                   |       |  |                       |       |  |
|  |                    |                   |       |  |                       |       |  |
|  |                    |                   |       |  |                       |       |  |
|  | Папуа Нова Гвінея  | 2                 |       |  |                       |       |  |
|  | Соломонові Острови | 1                 |       |  |                       |       |  |

## Третій раунд

### Група A
| М  | Команда        | І | В | Н | П | МЗ | МП | РМ | О  |
| -- | -------------- | - | - | - | - | -- | -- | -- | -- |
| 1. | Нова Зеландія  | 4 | 3 | 1 | 0 | 6  | 0  | +6 | 10 |
| 2. | Нова Каледонія | 4 | 1 | 2 | 1 | 4  | 5  | −1 | 5  |
| 3. | Фіджі          | 4 | 0 | 1 | 3 | 3  | 8  | −5 | 1  |

|                | Нова Зеландія | Нова Каледонія | Фіджі |
| -------------- | ------------- | -------------- | ----- |
| Нова Зеландія  | —             | 2-0            | 2-0   |
| Нова Каледонія | 0-0           | —              | 2-1   |
| Фіджі          | 0-2           | 2-2            | —     |

### Група B
| М  | Команда            | І | В | Н | П | МЗ | МП | РМ | О |
| -- | ------------------ | - | - | - | - | -- | -- | -- | - |
| 1. | Соломонові Острови | 4 | 3 | 0 | 1 | 6  | 6  | 0  | 9 |
| 2. | Таїті              | 4 | 2 | 0 | 2 | 7  | 4  | +3 | 6 |
| 3. | Папуа Нова Гвінея  | 4 | 1 | 0 | 3 | 6  | 9  | −3 | 3 |

|                    | Папуа Нова Гвінея | Соломонові Острови | Таїті |
| ------------------ | ----------------- | ------------------ | ----- |
| Папуа Нова Гвінея  | —                 | 1-2                | 1-3   |
| Соломонові Острови | 3-2               | —                  | 1-0   |
| Таїті              | 1-2               | 3-01               | —     |

- 1: 19 грудня 2016 року збірній Соломонових Островів було зараховано технічну поразку за участь у поєдинку дискваліфікованого гравця.  [Архівовано 6 березня 2019 у Wayback Machine.]

### Фінал
| Команда 1     | Заг. | Команда 2          | 1-й матч | 2-й матч |
| ------------- | ---- | ------------------ | -------- | -------- |
| Нова Зеландія | 8:3  | Соломонові Острови | 6:1      | 2:2      |